# Waipapa (rivière du Northland)
La rivière Waipapa  (en anglais : Waipapa River )  est un cours d'eau  de la région du Northland dans l’Île du Nord de la Nouvelle-Zélande.

## Géographie
Elle s’écoule vers le sud-ouest pour atteindre la rivière Whakanekeneke à 12 kilomètres au nord-est du lac Omapere.